# Список умерших в 1948 году
В этой статье представлен список известных людей, умерших в 1948 году.
- См. также: Категория:Умершие в 1948 году

## Январь
- 1 января — Василий Рыбкин — Герой Советского Союза.
- 7 января — Рауль Ауэрнхаймер (71) — австрийский юрист и писатель.
- 8 января — Курт Швиттерс (60) — немецкий художник и писатель.
- 9 января — Григорий Кузневич (76) — западно-украинский скульптор, один из самых выдающихся галицких классицистов.
- 13 января — Соломон Михоэлс (57) — советский еврейский театральный актёр и режиссёр, педагог, общественный и политический деятель; убит.
- 14 января — Анс Ван Дейк (42) — нидерландская коллаборационистка, еврейка, выдававшая евреев нацистам во время Второй мировой войны.
- 15 января — Йозеф Серафим Альшауский (68) — немецкий тромбонист и композитор.
- 16 января — Иван Варфоломеев (51) — генерал-лейтенант Советской Армии, участник Первой мировой, Гражданской и Великой Отечественной войн.
- 16 января — Волдемар Замуэлс (75) — юрист, общественный и политический деятель Латвии.
- 20 января — Гавриил Бехтер (47) — Полный кавалер ордена Славы.
- 24 января — Максимилиан Грабнер (42) — австрийский унтерштурмфюрер СС, начальник политического отдела концлагеря Освенцим.
- 26 января — Игнац Фридман (65) — польский пианист, композитор и музыкальный педагог.
- 30 января — Конингем, Артур (53) — маршал Королевских военно-воздушных сил Великобритании.
- 30 января — Махатма Ганди (78) — один из руководителей и идеологов движения за независимость Индии, философ; убит.
- 31 января — Ефим Аркин (75) — советский врач-психолог, педагог. Доктор педагогических наук, профессор. Действительный член АПН РСФСР.

## Февраль
- 4 февраля — Иван Баскаков (40) — советский государственный и партийный деятель, 2-й секретарь Новгородского областного комитета ВКП(б) (1944-1948), самоубийство.
- 5 февраля — Юрий Артёменко (41) — участник Великой Отечественной войны, Герой Советского Союза, гвардии подполковник.
- 5 февраля — Павел Севко (40) — советский хозяйственный, государственный и политический деятель.
- 5 февраля — Саймон Струнски (68) — американский писатель, журналист и редактор.
- 7 февраля — Макар Барташов (38) — Герой Советского Союза.
- 8 февраля — Тимофей Бессчастнов (54) — советский военачальник, генерал-полковник артиллерии.
- 9 февраля — Лиззи Фостер (91) — британская лучница. Участница летних Олимпийских игр 1908 года.
- 10 февраля — Лаврентий Константинов (37) — Герой Советского Союза.
- 11 февраля — Айзек Альфред Айзекс (92) — британский государственный деятель, генерал-губернатор Австралии (1931-1936).
- 11 февраля — Сергей Эйзенштейн (50) — советский режиссёр, сценарист, теоретик кино и педагог, заслуженный деятель искусств РСФСР (1935), доктор искусствоведения.
- 16 февраля — Михаил Борисенко (43) — советский военный деятель, Генерал-майор авиации.
- 16 февраля — Николай Середа (57) — украинский и русский советский певец.
- 17 февраля — Мухажир Уммаев — Герой Советского Союза.
- 26 февраля — Анатолий Лебедев (31) — Герой Советского Союза.
- 29 февраля — Кади Абакаров (34) — Герой Советского Союза.

## Март
- 4 марта — Антонен Арто (51) — французский писатель, поэт, драматург, актёр театра и кино, художник, драматург и киносценарист, режиссёр и теоретик театра, новатор театрального языка.
- 8 марта — Константин Арефьев (32) — активный участник партизанского движения на Украине в годы Великой Отечественной войны, командир партизанского отряда «За Победу», Герой Советского Союза.
- 9 марта — Эдгар Валь (80) — создатель международного искусственного языка окциденталь.
- 9 марта — Николай Сухов (42) — генерал-майор.
- 9 марта — Михаил Ткаченко (25) — летчик-штурмовик, герой Советского Союза, капитан авиации.
- 11 марта — Лев Яффе (71) — израильский поэт, переводчик, редактор, сионистский деятель.
- 12 марта — Василий Протасюк (23) — Герой Советского Союза.
- 13 марта — Алексей Недогонов (33) — русский советский поэт; трагически погиб (сбит трамваем).
- 13 марта — Юрий Юрьев (76) — русский и советский актёр, театральный педагог.
- 17 марта — Иван Корниенко (30) — Герой Советского Союза.
- 18 марта — Алексей Зуев — Герой Советского Союза.
- 20 марта — Аветис Агаронян (82) — армянский беллетрист, общественный и политический деятель, первый глава первой Армянской республики.
- 20 марта — Густав Диссль (48) — австрийский актёр театра и кино.
- 22 марта — Фриц Заксль (58) — австрийский и британский историк искусства.
- 23 или 24 марта — Николай Бердяев (74) — русский религиозный философ.
- 24 марта — Евгений Абалаков (41) — Выдающийся советский скульптор и альпинист, заслуженный мастер альпинизма.
- 28 марта — Акоп Гюрджян (66) — армянский скульптор.

## Апрель
- 4 апреля — Павел Лебедев-Полянский (66) — советский критик, литературовед, революционер, председатель Всероссийского Совета Пролеткульта, начальник Главлита, член редакции первого издательства Большой советской энциклопедии.
- 5 апреля — Александр Мальцев (68) — российский учёный-ботаник, автор двухтомного Атласа важнейших видов сорных растений СССР. Академик ВАСХНИЛ.
- 7 апреля — Виктор Богданов (30) — капитан Советской Армии, участник Великой Отечественной войны, Герой Советского Союза.
- 15 апреля — Владислав Каширин (17) — юный герой-пионер Великой Отечественной войны.
- 21 апреля — Владимир Соловей (25) — майор Советской Армии, участник Великой Отечественной войны, Герой Советского Союза.
- 24 апреля — Василий Аскалепов (48) — участник Великой Отечественной войны, Герой Советского Союза.
- 24 апреля — Язепс Витолс (84) — латвийский композитор и музыкальный педагог.
- 24 апреля — Василий Щурат (76) — украинский литературовед, поэт, переводчик.
- 26 апреля — Генри Алкок (61) — британский историк.
- 27 апреля — Александр Дятлов (37) — участник Великой Отечественной войны, Герой Советского Союза.
- 28 апреля — Леонид Гончаров (63) — начальник кафедры тактических свойств оружия артиллерийского факультета Военно-морской академии.
- 29 апреля — Сергей Алымов (54) — русский поэт.

## Май
- 1 мая — Давид Штеренберг (67) — русский и советский художник, живописец и график.
- 6 мая — Владимир Дмитриев (47) — советский театральный художник.
- 7 мая — Гаяз Баймурзин (35) — Герой Советского Союза.
- 8 мая — Иван Ерашов (36) — Герой Советского Союза.
- 9 мая — Виктор Успенский (47) — генерал-лейтенант Советской Армии, участник Гражданской, советско-финской, Великой Отечественной и советско-японской войн.
- 12 мая — Иса Кашкинбаев — казахский общественно-политический деятель.
- 19 мая — Иван Болховитин (41) — Герой Советского Союза.
- 20 мая — Джордж Бёрлинг (28) — лучший канадский лётчик-ас Второй мировой войны.
- 23 мая — Виктор Куликов (35) — Герой Советского Союза.
- 26 мая — Теодор Морелль (61) — личный врач Адольфа Гитлера в 1936—1945 годах.

## Июнь
- 3 июня — Авраам Мордехай Альтер (81) — третий цадик из хасидской династии Гер.
- 7 июня — Фёдор Стренин — Герой Советского Союза.
- 10 июня — Давид Маркус (47) — американский юрист и военный деятель.
- 12 июня — Анатолий Пугачёв (29) — Герой Советского Союза.
- 14 июня — Борис Туржанский (48) — советский лётчик, первый Герой Советского Союза за боевые заслуги.
- 12 июня — Аркадий Животко — украинский общественно—политический деятель, педагог, журналист и публицист.
- 21 июня — Иван Марченко (30) — майор Советской Армии, участник Великой Отечественной войны, Герой Советского Союза.
- 25 июня — Эрнест Билер (84) — швейцарский художник и иллюстратор.
- 26 июня — Лев Модзалевский — советский историк литературы, пушкинист, архивист.
- 28 июня — Леонид Рамзин (60) — советский инженер-теплотехник, изобретатель прямоточного котла. Лауреат Сталинской премии первой степени.
- 30 июня — Василий Луценко (25) — участник Великой Отечественной войны, Герой Советского Союза.
- 30 июня — Меир Тувианский (44) — капитан Армии обороны Израиля, необоснованно обвинённый в предательстве во время Войны за независимость Израиля.

## Июль
- 2 июля — Владимир Касторский (78) — российский и советский оперный артист.
- 4 июля — Монтейру Лобату (66) — бразильский писатель, переводчик и художественный критик.
- 5 июля — Иосиф Скробук (49) — советский военачальник, генерал-майор Советской Армии.
- 8 июля — Александр Лёвин (39) — участник Великой Отечественной войны, Герой Советского Союза.
- 10 июля — Всеволод Петров — офицер русской армии, начальник штаба 7-й Туркестанской дивизии.
- 11 июля — Иван Иванов (42) — советский дипломат, чрезвычайный и полномочный посол СССР в Афганистане (1948)
- 11 июля — Максим Казанцев (46) — Герой Социалистического Труда.
- 13 июля — Абрам Луфер (42) — украинский пианист и музыкальный педагог.
- 14 июля — Михаил Иванов (37) — участник Великой Отечественной войны, Герой Советского Союза.
- 15 июля — Джон Першинг (87) — генерал американской армии, участник испано-американской и Первой мировой войн, единственный, кто при жизни получил высшее звание в американской армии — Генерал армий Соединённых Штатов.
- 19 июля — Михаил Федин (27) — участник Великой Отечественной войны, Герой Советского Союза.
- 23 июля — Семен Прохоров (75) — русский и украинский советский живописец и педагог.
- 24 июля — Трофим Суков (24) — старшина Советской Армии, участник Великой Отечественной войны, Герой Советского Союза.
- 27 июля — Евгений Буковецкий (81) — русский художник-портретист.
- 28 июля — Николай Подвойский (68) — революционер, большевик, советский партийный и государственный деятель.

## Август
- 7 августа — Илья Кулишов (46) — советский военачальник, вице-адмирал.
- 7 августа — Вячеслав Сиротин (34) — участник Великой Отечественной войны, Герой Советского Союза.
- 8 августа — Иван Николаенко (27) — старший сержант Советской Армии, участник Великой Отечественной войны, Герой Советского Союза.
- 12 августа — Хаджимукан Мунайтпасов (67) — казахский борец.
- 17 августа — Дмитрий Строганов (37) — участник Великой Отечественной войны, Герой Советского Союза.
- 18 августа — Вильгельм Франц Габсбург-Лотарингский (53) — кандидат на украинский престол, эрцгерцог Австро-Венгрии.
- 18 августа — Михаил Тарханов (70) — российский и советский актёр театра и кино, Народный артист СССР (1937).
- 27 августа — Константин Мальцев (33) — участник Великой Отечественной войны, Герой Советского Союза.
- 28 августа — Павел Рыбалко (53) — участник Великой Отечественной войны, Герой Советского Союза.
- 31 августа — Андрей Жданов (52) — советский государственный и партийный деятель 30-х—40-х годов, генерал-полковник.
- 31 августа — Пётр Рожанович (42) — генерал-лейтенант Советской Армии, участник Великой Отечественной войны.

## Сентябрь
- 2 сентября — Сильванус Морли (65), американский археолог, эпиграфист и майянист.
- 3 сентября — Эдвард Бенеш (64) — государственный и политический деятель Чехословакии, второй президент Чехословакии в 1935—1948 годах (фактически в период с 1935 по 1938 и с 1945 по 1948, в 1938—1945 годах за границей, в 1940—1945 как президент в изгнании).
- 5 сентября — Ричард Чейз Толмен (67) — американский физик-математик и физико-химик.
- 9 сентября — Лайош Биро (68) — венгерский романист, драматург и сценарист.
- 10 сентября — Фердинанд I (царь Болгарии) (87) — князь Болгарии.
- 15 сентября — Жак Гордон — американский скрипач российского происхождения.
- 17 сентября — Фольке Бернадот (53) — дипломат, шведский общественный деятель.
- 20 сентября — Гавриил Костельник (62) — священник Русской православной церкви.
- 25 сентября — Виктор Якимкин (26) — Полный кавалер Ордена Славы.
- 30 сентября — Михаил Багинский (50) — полковник Советской Армии, участник Гражданской и Великой Отечественной войны, начальник дороги Москва-Минск.
- 30 сентября — Василий Качалов (73) — русский и советский театральный актёр; народный артист СССР (1936).
- 30 сентября — Карим Мынбаев (42) — казахский советский учёный-селекционер, доктор биологических наук (1944), член-корреспондент АН Казахской ССР (1946).

## Октябрь
- 4 октября — Давид Блок (59) - советский композитор, звукорежиссёр и дирижёр.
- 4 октября — Николай Черных (26) - участник Великой Отечественной войны, Герой Советского Союза.
- 6 октября — Пётр Москвин - один из основоположников лёгкой атлетики и хоккея с мячом в России.
- 6 октября — Василий Трудолюбов (41) - участник Великой Отечественной войны, Герой Советского Союза.
- 11 октября — Федор Красавин (52) - советский военачальник, генерал-майор.
- 12 октября — Николай Крисанов - участник Великой Отечественной войны, Герой Советского Союза.
- 15 октября — Герман Каймель (нем. Hermann Keimel) (1899-1948), немецкий живописец, график, художник и графический дизайнер.
- 17 октября — Иван Блохин - участник Великой Отечественной войны, Герой Советского Союза.
- 17 октября — Владимир Савва (24) - участник Великой Отечественной войны, Герой Советского Союза.
- 18 октября — Андрей Буц - рядовой Советской Армии, участник Великой Отечественной войны, Герой Советского Союза.
- 21 октября — Николай Крапивянский (58) - советский военный и государственный деятель.
- 24 октября — Неон Антонов - участник Великой Отечественной войны, Герой Советского Союза.
- 31 октября — Яков Лунин - участник Великой Отечественной войны, Герой Советского Союза.
- 31 октября — Михаил Тардов (56) - русский и украинский советский писатель, поэт, сценарист, драматург, журналист, член Союза писателей СССР.

## Ноябрь
- 1 ноября — Лидия Васильчикова (62) — русская аристократка, сотрудница Красного Креста и благотворительница, автор мемуаров. Из рода Вяземских.
- 1 ноября — Алексей Галуган (36) — гвардии капитан, Герой Советского Союза.
- 1 ноября — Дмитрий Лисицын (35) — гвардии капитан авиации, Герой Советского Союза; застрелился.
- 2 ноября — Евгений Петухов (85) — русский учёный, историк литературы и педагог.
- 4 ноября — Константин Ефимов (42) — гвардии полковник, Герой Советского Союза.
- 4 ноября — Зиновий Тершаковец (35) — видный деятель ОУН; убит.
- 5 ноября — Иннокентий Жуков (73) — скульптор-самоучка, педагог-новатор, литератор.
- 10 ноября — Всеволод Алфёров (40) — Герой Советского Союза; погиб в автокатастрофе.
- 13 ноября — Михаил Андреев (75) — крупный учёный, выдающийся исследователь культуры народов Средней Азии, этнограф и языковед, в ранние годы археолог.
- 13 ноября — Александр Вишневский (74) — русский и советский военный хирург, создатель знаменитой лечебной мази.
- 14 ноября — Максим Старостин (46) — советский партийный и государственный деятель.
- 15 ноября — Григорий Таран (36) — майор авиации, Герой Советского Союза; погиб на охоте.
- 17 ноября — Николай Берия — Герой Советского Союза.
- 17 ноября — Борис Исаченко (77) — советский микробиолог и ботаник.
- 19 ноября — Герман Гельбиг (44) — гауптшарфюрер СС; повешен.
- 19 ноября — Макс Шоберт (43) — штурмбаннфюрер СС; повешен.
- 20 ноября — Сергей Шамбинаго (77) — русский писатель, литературовед, фольклорист.
- 23 ноября — Гаджибеков, Узеир Абдул-Гусейн оглы (63) — советский композитор, дирижёр, публицист, фельетонист, драматург и педагог, народный артист СССР
- 23 ноября — Юлий Залькинд (72) — русский советский химик-органик.
- 27 ноября — Фёдор Кандыба (45) — русский советский писатель, журналист.

## Декабрь
- 2 декабря — Владимир Крен — югославский и хорватский военачальник.
- 4 декабря — Александр Гроссгейм (60) — российский ботаник, академик АН СССР.
- 9 декабря — Исай Бабич — один из руководителей советской военной контрразведки.
- 15 декабря — Омар Алойот (27) — боец УПА, младший сержант, известен под псевдонимом «Коля».
- 18 декабря — Иван Кукарин — участник Великой Отечественной войны, Герой Советского Союза.
- 18 декабря — Илья Трауберг (43) — советский кинорежиссёр, кинокритик.
- 19 декабря — Александр Скворцов (47) — участник Великой Отечественной войны, Герой Советского Союза.
- 19 декабря — Мориц Уманский (41) — советский художник театра и кино.
- 20 декабря — Илья Вегер (83) — советский государственный и партийный деятель,председатель Казанского губернского комитета РКП(б) (1918).
- 22 декабря — Исраэль Иехуда Адлер — израильский педагог, общественный деятель, переводчик, издатель.
- 23 декабря — Пётр Корышев (45) — участник Великой Отечественной войны, Герой Советского Союза.
- 28 декабря — Максим Грабчук (37) — участник Великой Отечественной войны, Герой Советского Союза.
- 28 декабря — Фёдор Денисюк (38) — лейтенант Рабоче-крестьянской Красной Армии, участник Великой Отечественной войны, Герой Советского Союза.
- 30 декабря — Тимофей Гаврилов (38) — участник Великой Отечественной войны, Герой Советского Союза.
- 30 декабря — Терентий Михайлов (46) — участник Великой Отечественной войны, Герой Советского Союза.